# Catoria viridis
Catoria viridis là một loài bướm đêm trong họ Geometridae.